# Gatorhythms
 (juin 2018).
Si vous disposez d'ouvrages ou d'articles de référence ou si vous connaissez des sites web de qualité traitant du thème abordé ici, merci de compléter l'article en donnant les références utiles à sa vérifiabilité et en les liant à la section « Notes et références ».
Albums de Marcia Ball
Hot Tamale Baby
(1985) Dreams Come True
(1990)
Gatorhythms est un album de blues de la chanteuse et pianiste américaine Marcia Ball, sorti en juin 1989 sous le label Rounder Records.

## Liste des titres
Toutes les chansons sont écrites et composées par Marcia Ball, sauf annotations.
| 1.    | How You Carry On (S. David, Malcolm Rebennack)           | 2:42 |
| 2.    | La Ti Da                                                 | 3:44 |
| 3.    | The Power of Love                                        | 4:16 |
| 4.    | Mobile                                                   | 3:11 |
| 5.    | Find Another Fool                                        | 4:21 |
| 6.    | Mama's Cooking (Ball, Stephen Bruton)                    | 3:03 |
| 7.    | What's a Girl to Do (Christopher Moore, Lee Roy Parnell) | 3:29 |
| 8.    | Daddy Said                                               | 2:43 |
| 9.    | You'll Come Around                                       | 3:55 |
| 10.   | Red Hot (Moore, Parnell)                                 | 3:13 |
| 34:36 |                                                          |      |

## Crédits
| - Marcia Ball : chant, piano, accordéon - Don Bennett : basse - Rodney Craig : batterie, sonnaille, triangle - Stephen Bruton : guitare électrique, guitare acoustique, slide guitar - Derek O'Brien, Jesse Taylor : guitares - James Hinkle : guitare rythmique - Mark Kazanoff : saxophones (ténor, baryton) - John Blondell : trombone - Keith Winking : trompette - Angela Strehli, Lou Ann Barton : chœurs | - Production : Steve Tillisch, Marcia Ball - Enregistrement, mixage : Steve Tillisch - Mastering : Glenn Meadows - Direction artistique : Carlyne Majer - Design : David Kampa |